# Флорін Мерджа
Флорін Мерджа (рум. Florin Mergea, [floˈrin ˈmerd͡ʒe̯a], 26 січня 1985) — румунський тенісист, що спеціалізується на парній грі, олімпійський медаліст. 
Мерджа мав дуже успішну юніорську кар'єру, виграв Вімблдонський турнір 2003 року в одиночному розряді, Відкритий чемпіонат Австралії 2002 у парному розряді зі співвітчизником Горія Текеу.
На дорослому рівні його успіхи були набагато скромніші, він потерпав від травм і 2010 року вирішив завершити кар'єру, хоча повернувся через кілька місяців. Флорін зосередився на парній грі. Він змінював партнерів і зрештою почав мати кращі результати з індійцем Роханом Бопанною. 
На Олімпіаді 2016 Флорін здобув срібну медаль у парному турнірі разом із Горія Текеу.

## Зовнішні посилання
- Досьє на сайті WTA